# Cerje Samoborsko
Cerje Samoborsko – wieś w Chorwacji, w żupanii zagrzebskiej, w mieście Samobor. W 2011 roku liczyła 381 mieszkańców.